# Chiesa di San Volfango (Drenchia)
La Chiesa di San Volfango è un luogo di culto situato nel paese omonimo, in comune di Drenchia. Completata nel 1700, la chiesa è dedicata a Volfango di Ratisbona.

## Descrizione

### Esterno
La chiesa, situata sopra di una collinetta si presenta in stile neoclassico. Raggiungibile tramite una scalinata, presenta un piccolo rosone, una croce sopra la facciata ed un piccolo ingresso.

### Interni

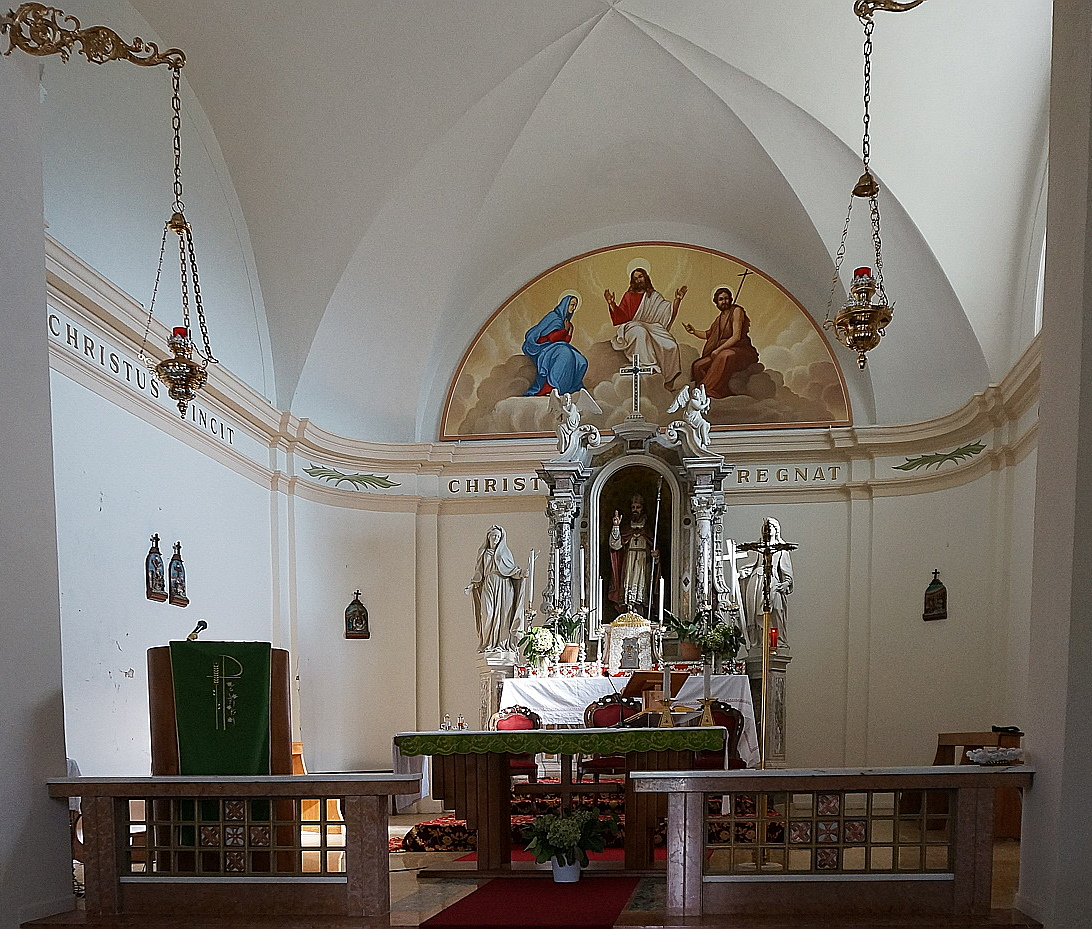
L'abside

La chiesa, non di grandi proporzioni, presenta una pala in argento con all'interno una raffigurazione di San Volfango. Sulla volta della chiesa è presente un affresco raffigurante Maria, Gesù Cristo e San Giuseppe.